# 164585 Oenomaos
164585 Oenomaos è un asteroide troiano di Giove del campo greco. Scoperto nel 2007, presenta un'orbita caratterizzata da un semiasse maggiore pari a 5,2455357 UA e da un'eccentricità di 0,0349966, inclinata di 13,98944° rispetto all'eclittica.
L'asteroide è dedicato a Enomao, la cui corsa di carri, imposta come gara ai pretendenti della mano della figlia, è considerata l'antesignana delle gare olimpiche.